# Eparchie orská
Eparchie Orsk je eparchie ruské pravoslavné církve nacházející se v Rusku.

## Území a titul biskupa
Zahrnuje správní hranice území městského okruhu Orsk a Novotroick, také Adamovského, Gajského, Dombarovského, Kvarkenského, Kuvandykského, Novoorského, Světlinského a Jasněnského rajónu Orenburské oblasti.
Eparchiálnímu biskupovi náleží titul biskup orský a gajský.

## Historie
Pravoslaví přišlo do těchto zemí a ruskými osadníky, kteří se na území Orenburské oblasti objevili v 18. století.
Území novodobé orské eparchie bylo součástí orenburské eparchie založené Nejsvětějším synodem v říjnu 1799.
V letech 1923–1924 existoval orský vikariát orenburské eparchie
Dne 31. března 2009 byl Svatým synodem obnoven orský vikariát. Biskupem byl zvolen igumen Simeon (Cholodkov). Biskupská chirotonie byla odložena a dosud neprovedena.
Dne 5. října 2011 byla rozhodnutím Svatého synodu zřízena samostatná orská eparchie oddělením území z orenburské eparchie. Stala se součástí nově vzniklé orenburské metropole.
Prvním eparchiálním biskupem se stal igumen Irineu (Tafunea), duchovní moskevské eparchie.

## Seznam biskupů

### Orský vikariát orenburské eparchie
- 1923–1924 Iakov (Maskajev), svatořečený mučedník

### Orská eparchie
- od 2011 Irineu (Tafunea)